# Jonas Rastad
Jonas Rastad, född 13 november 1950, är en svensk professor i kirurgi och direktör inom hälso- och sjukvården.
År 1979 doktorerade Jonas Rastad i anatomi vid Uppsala Universitet och under 1980- och 1990-talen var han docent i anatomi och senare kirurgi vid Uppsala Universitet. Mellan 1988 och 1999 var han först biträdande överläkare vid Kirurgiska Kliniken vid Akademiska sjukhuset i Uppsala för att därefter bli överläkare och chef för endokrinkirurgiska sektionen och traumacentrum. Han utsågs till professor i kirurgi vid Uppsala universitet 1999. Samma år blev Jonas Rastad chef för Fas-1-enheten vid Astra Zenecas forsknings- och utvecklingsdivision i Mölndal. 2002 blev han direktör för Astra Zenecas Clinical Division i Japan och även chef för Clinical Development och Clinical Science i Södertälje. Därifrån gick han vidare och blev 2005 vice president för Astra Zeneca R&D med ansvar för divisionerna i Japan (Osaka och Tokyo), USA (Delaware) samt Mölndal och Södertälje.
I maj 2008 blev Jonas Rastad sjukhuschef för Länssjukhuset Kalmar med drygt 2000 anställda och en budget på 1,5 miljarder kronor.
I januari 2011 meddelades att Jonas Rastad föreslogs bli ny landstingsdirektör i Västerbottens län, med chefsansvar för 10 000 medarbetare. Som landstingsdirektör har han fokuserat på att omstrukturera tjänstemannaorganisationen och lanserat ett effektiviseringsprogram, Projekt Balans. Hösten 2011 införde Rastad fotoförbud på Västerbottens läns landstings vårdenheter.
Den 5 september 2012 meddelade Region Skåne att Jonas Rastad föreslås bli ny regiondirektör i Region Skåne. Efter tre år avgick Rastad som regiondirektör den 25 maj 2015.